# غيدو من سيينا
غيدو من سيينا (بالإنجليزية: Guido of Siena)‏ (و. 1230 – 1290 م) هو رسام 

## أعمال بارزة
من أهم أعماله Madonna and Child with four Saints، وNativity، وMaestà of San Domenico، وThe Presentation at the Temple

## معرض صور

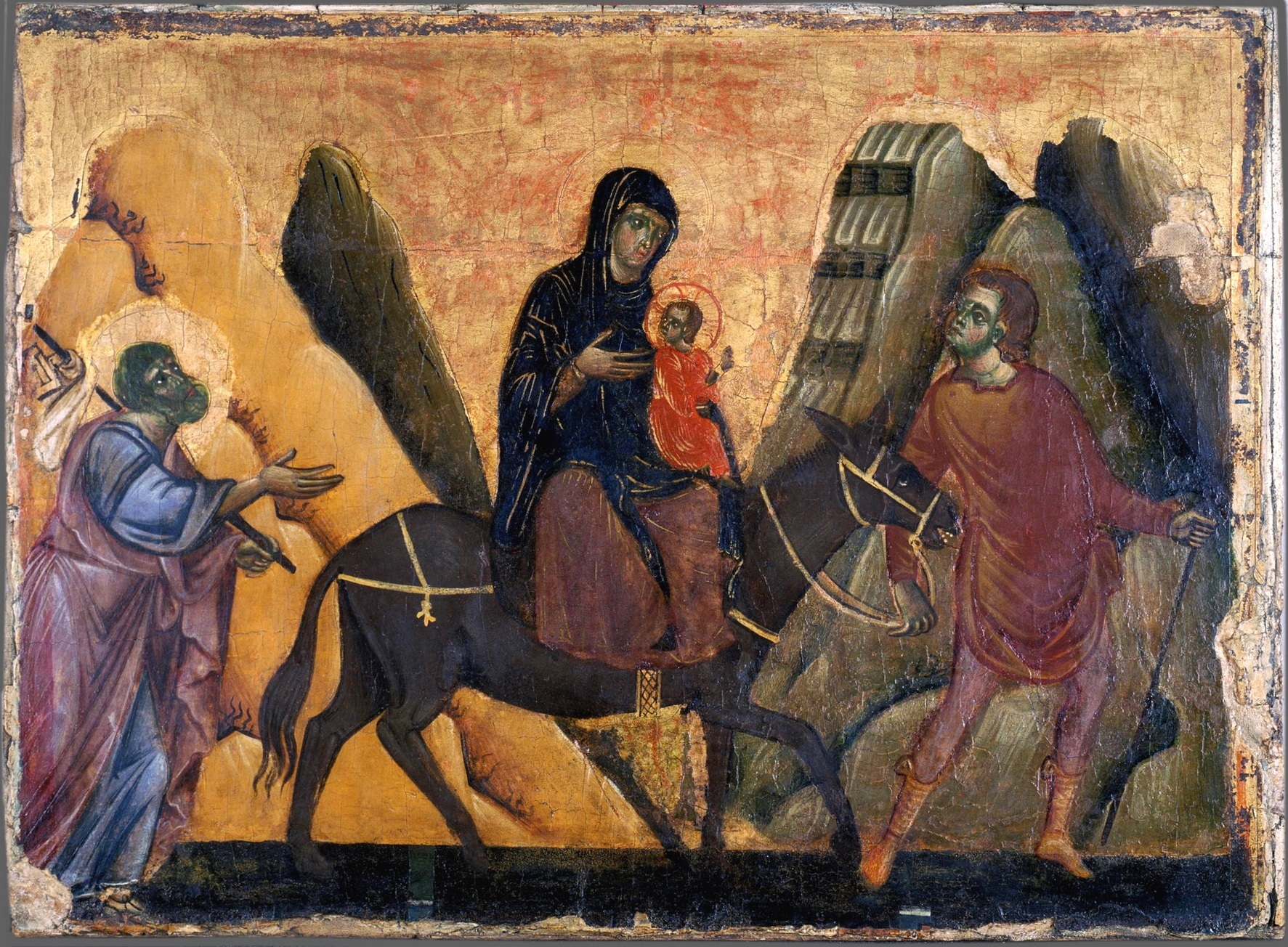
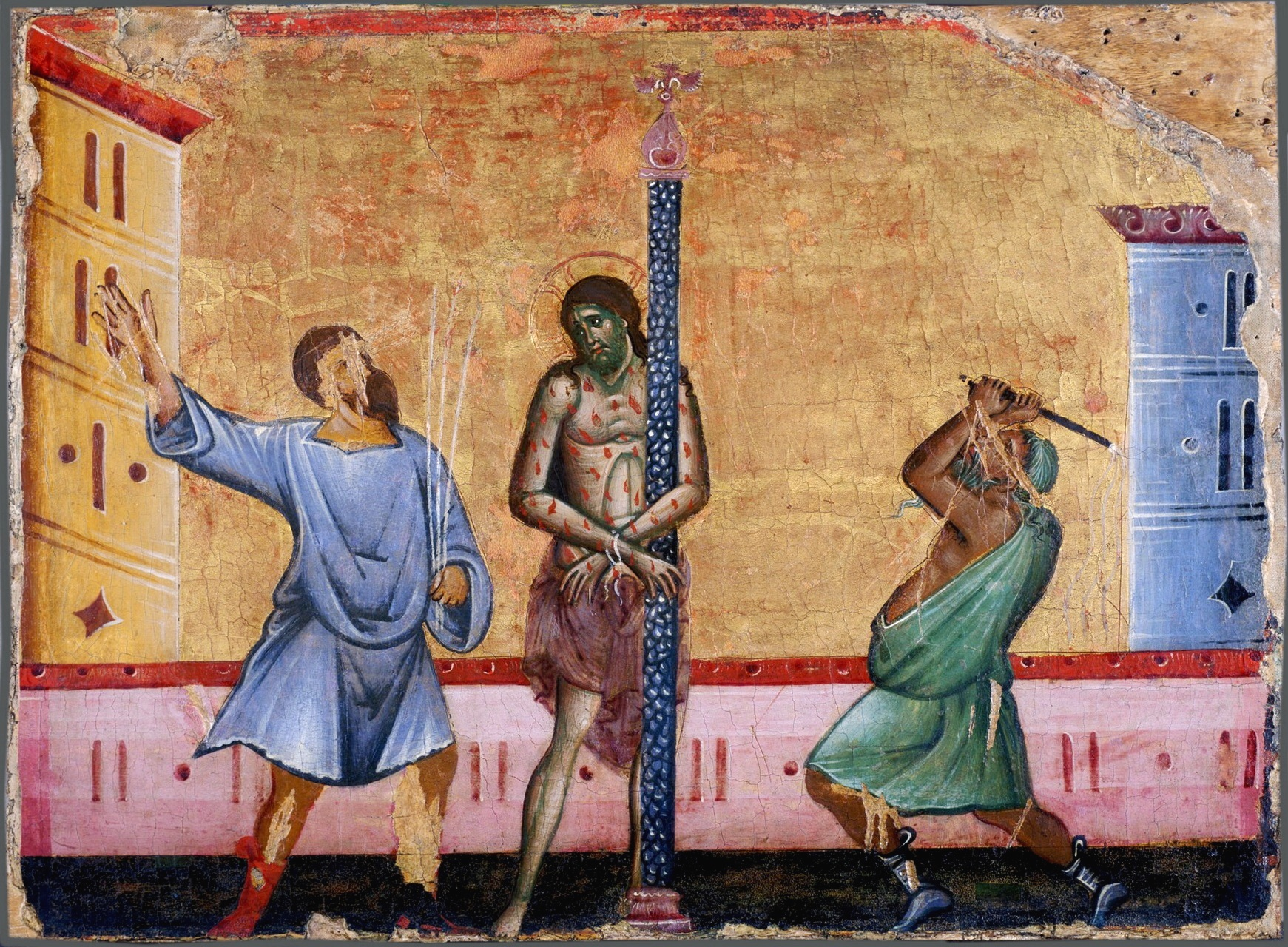
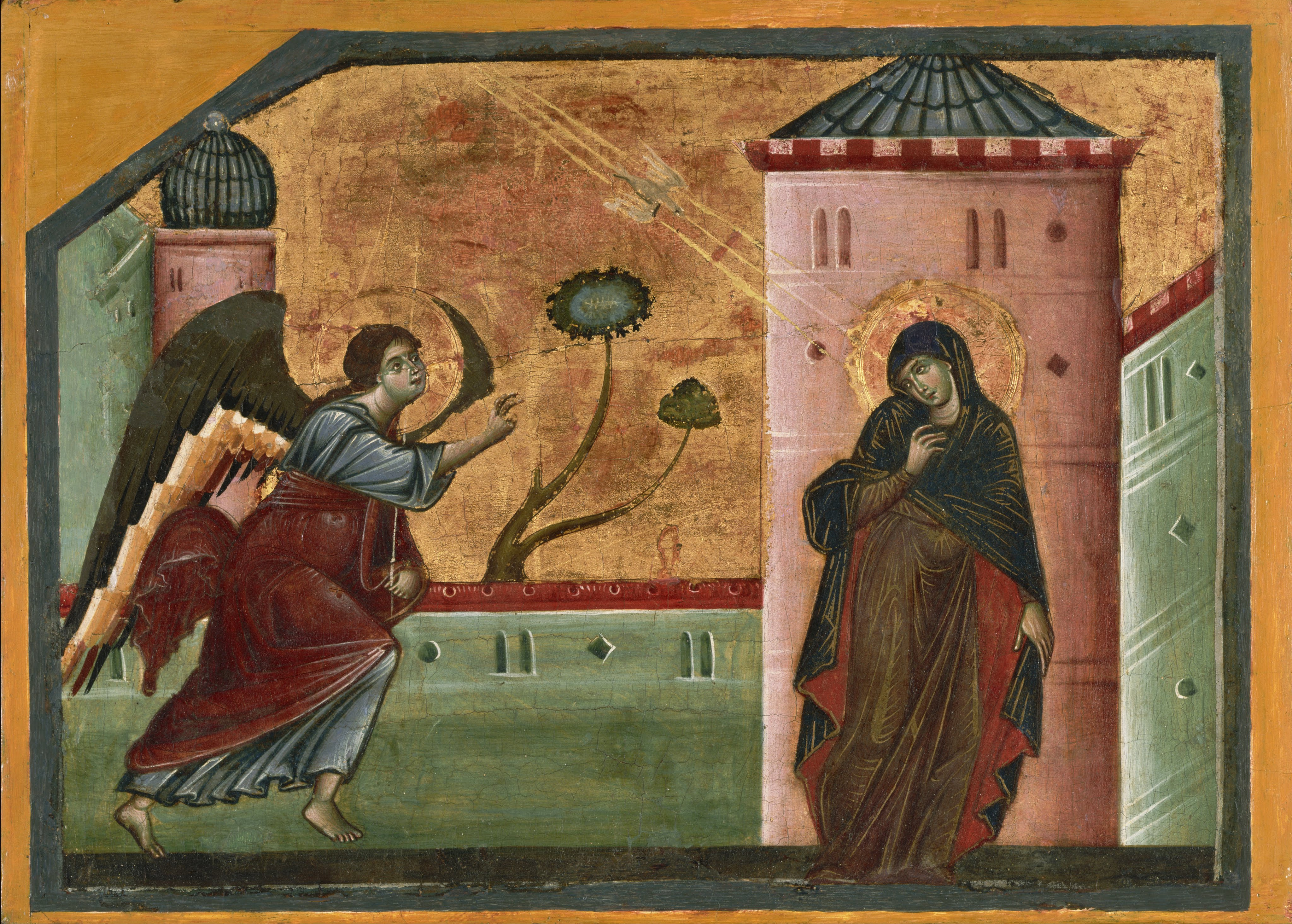
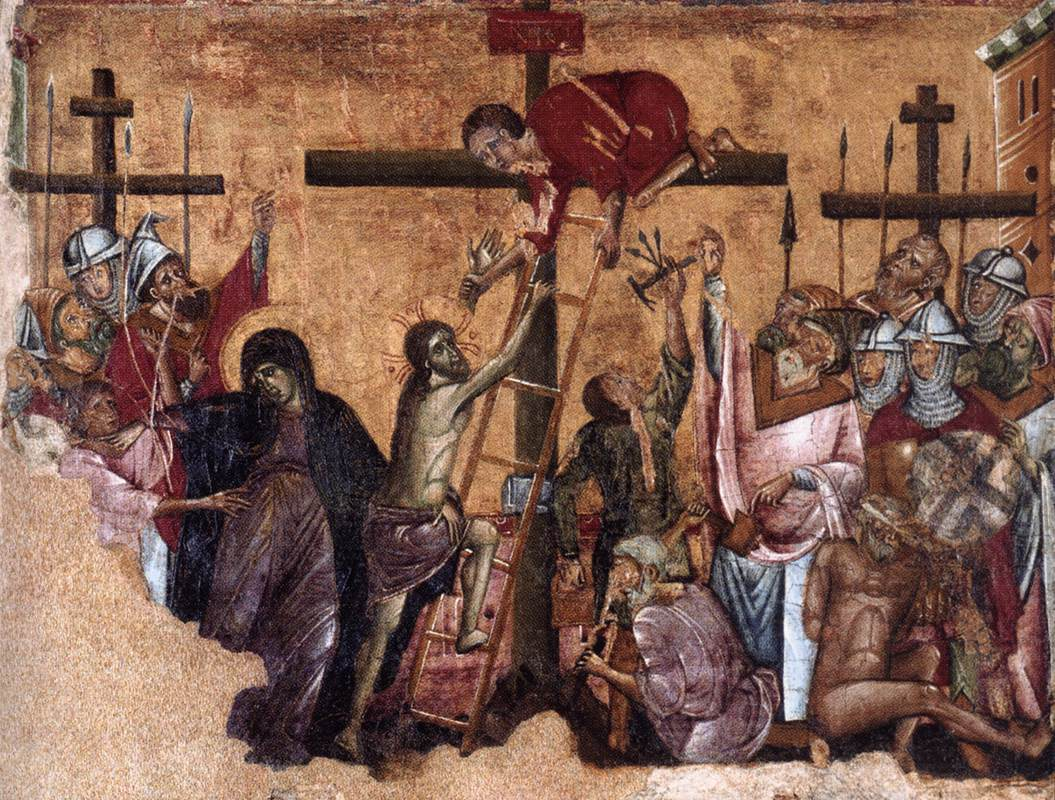